# Csikos Gábor
Csikos Gábor (egyes helyeken Csíkos Gábor, Szeged, 1939. április 3. – Szeged, 1996. december 29.) magyar színművész.

## Pályafutása
1962-ben végzett a Színművészeti Főiskolán. Négy-négy évadot töltött a Szegedi Nemzeti Színházban, a kaposvári Csiky Gergely Színházban és a Thália Színházban.
1974-től 1977-ig a 25. Színház, 1977 és 1980 között a Radnóti Miklós Színpad tagja, ahová egy Pécsi Nemzeti Színház-beli és három Veszprémi Petőfi Színház-beli év után 1984-ben visszatért. 1991-től a Nemzeti Színház művészeként dolgozott. Főként drámai főszerepeket alakított, de karakterszerepekben is kiváló volt.
291 filmben szinkronhangként működött közre.

## Színházi szerepeiből
- Hubay Miklós–Ránki György–Vas István: Egy szerelem három éjszakája ... Bálint
- Hubay Miklós: Tüzet viszek ... Máté
- Illyés Gyula: Dániel az övéi között ... Dániel
- Fejes Endre: Rozsdatemető ... Hábetler Jani
- Euripidész: Elektra ... Oresztész
- Victor Hugo: Hernani ... Hernani
- Székely János: Dózsa ... Dózsa
- Carlo Goldoni: Mirandolina ... Rippafratta lovag
- Csehov: Cseresznyéskert ... Lopahin
- Révész Gy. István: Az első 36 óra ... Júdás

## Rendezése
- László Csaba: Nappali virrasztás (Dunaújváros)

## Filmjei

### Játékfilmek
- Pesti háztetők (1961)
- Pirosbetűs hétköznapok (1962)
- Ártatlan gyilkosok (1973) – Nyomozó II.
- Dübörgő csend (1977)
- 80 huszár (1978) – Csuha Márton
- Nem élhetek muzsikaszó nélkül (1978)
- Rosszemberek (1978) – Kulics
- Fábián Bálint találkozása Istennel (1979) – Cigány katona / Olasz katona
- Fogjuk meg és vigyétek! (1979)
- Két történet a félmúltból (1979)
- Mese habbal (1979)
- A téglafal mögött (1980)
- A rejtőzködő (1985) – Rendőr
- Napló szerelmeimnek 1-2. (1987)
- Könyörtelen idők (1991) – Rostás
- Sose halunk meg (1992)

### Tévéfilmek, televíziós sorozatok
- Princ, a katona (1967) – Domján (10. részben)
- Levelek Margitnak (1968)
- Őrjárat az égen (1969, tévésorozat)
- Bors III. (1971)
- Egy óra múlva itt vagyok (1971) – Bandita (11. részben)
- Nyári játék (1971) – Stefan Valeriu
- A fekete Mercedes utasai (1972)
- A tűz balladája (1972) – Pék, Bíró fia
- Banán és bukta (1972)
- Bolond és szörnyeteg (1972)
- Gránátköves karék (1972) – Zseltkov
- Házasságtörés (1972)
- A fekete Mercedes utasai (1973)
- Bizonyíték nélkül (1973)
- És mégis mozog a föld 1-3. (1973)
- Különös vadászat (1973) – Krajcsovits százados
- Lázadók (1973) – Lajos
- Az éhes hajó (1974)
- Hannibál utolsó útja (1974) – Maharbal
- Ida regénye (1974) – Borbereky
- Ősbemutató (1974)
- Pokol-Inferno (1974)
- Tigrisugrás (1974)
- Vacsora a hadiszálláson (1974) – Kotljarevszkij
- Sztrogoff Mihály (1975)[3]
- Öt nap háború nélkül (1975) – Muratov
- A tizenhetedik nap (1976)
- Fejezetek a Rákóczi-szabadságharcból (1976)
- Lincoln Ábrahám álmai (1976)
- Luther Márton és Münzer Tamás (1976)
- Megtörtént bűnügyek 6-8. (1977) – Major Pál
- Petőfi (1977)
- Segítsetek, segítsetek! (1977)
- Anyám könnyű álmot ígér (1978)
- Mire a levelek lehullanak… (1978)
- Zokogó majom 1-5. (1978)
- Némafilm (1982)
- Mint oldott kéve (1983)
- Özvegy és leánya 1-4. (1983)
- Üvegvár a Mississippin (1985)[4] – Gengszter
- A sárga telefon (1986) – Czékus bácsi
- Aranyóra (1987) – Tha lather
- Fehér kócsagok (1988)
- Családi kör (1989)
- Freytág testvérek 1-5. (1989)
- Holnapra a világ (1989)
- Szindbád nyolcadik utazása (1989) (4. részben)
- Nem érsz a halálodig (1990)
- Família Kft. II. (1991-1992) – Jácint
- The Josephine Baker Story (1991) – Francia taxis
- A pályaudvar lovagja (1992) – Targoncás Portörő
- A templomos lovagok kincse (1992)
- Privát kopó 1-6. (1992) – Gazda
- Fegyencek szabadságon (1993)
- Kisváros (1996)
- A Notre Dame-i toronyőr (töredék) (1997) – Második férfi a tömegben (1998-as magyar szinkron)

### Animációs filmek
- A szélkötő Kalamona (1973) – Mesélő (hang)
- Mátyás, az igazságos (1985) – Máté; Kinizsi Pál kapitány (hang)
- Macskafogó (1986) – Gépfegyveres macskalóz (hang)
- Az ember tragédiája (2011) (hang) (archív felvétel)

## Szinkronszerepei

### Filmek
| Év   | Cím                                                                                        | Szereplő                                            | Színész                  | Szinkron év |
| ---- | ------------------------------------------------------------------------------------------ | --------------------------------------------------- | ------------------------ | ----------- |
| N/A  | Végre otthon                                                                               | Riggins                                             | Paul Regina              | 1990        |
| 1938 | A jégmezők lovagja                                                                         | Von Balk, a Német lovagrend magisztere              | Vlagyimir Jersov         | 1973        |
| 1942 | A dzsungel könyve                                                                          | Durga, Maugliék szolgálója                          | Ralph Byrd               | 1985        |
| 1943 | A holló                                                                                    | Levélválogató a postán                              | N/A                      | 1996        |
| 1945 | A délvidéki                                                                                | Devers                                              | J. Carrol Naish          | 1994        |
| 1949 | Gyémántvadászok (1. magyar szinkron)                                                       | Clyde Beatty                                        | Clyde Beatty             | 1990        |
| 1949 | Lúdas Matyi                                                                                | Lúdas Matyi                                         | Soós Imre                | 1961        |
| 1950 | A 73-as winchester                                                                         | Dutch Henry Brown                                   | Stephen McNally          | 1980        |
| 1952 | Délidő (2. magyar szinkron)                                                                | Jimmy                                               | William Newell           | 1989        |
| 1952 | Viva Zapata! (1. magyar szinkron)                                                          | Zapata                                              | Marlon Brando            | 1974        |
| 1953 | A kis Muck története (2. magyar szinkron)                                                  | N/A                                                 | N/A                      | 1978        |
| 1953 | Vágyakozás (1. magyar szinkron)                                                            | Autóbuszvezető                                      | Jaime Fernández          | 1972        |
| 1954 | A hét szamuráj                                                                             | Kikucsijo                                           | Mifune Tosiró            | 1975        |
| 1955 | A késleltetett bosszú                                                                      | Steve Miles                                         | Richard Boone            | 1990        |
| 1956 | Az üldözők                                                                                 | Emilio Gabriel Fernandez y Figueroa                 | Antonio Moreno           | 1993        |
| 1957 | A St. Louis-i lélek                                                                        | Hotelrecepciós                                      | N/A                      | 1992        |
| 1957 | Különös hajótöröttek                                                                       | Bill Crichton                                       | Kenneth More             | 1980        |
| 1959 | Emberek a hídon                                                                            | N/A                                                 | N/A                      | 1961        |
| 1960 | A hét mesterlövész (1. magyar szinkron)                                                    | Chris Adams                                         | Yul Brynner              | 1976        |
| 1960 | Nápolyban kezdődött                                                                        | Luigi                                               | Claudio Ermelli          | 1992        |
| 1960 | Spartacus                                                                                  | Marcus Publius Glabrus                              | John Dall                | 1990        |
| 1961 | A fekete ló                                                                                | N/A                                                 | N/A                      | 1973        |
| 1961 | Fiatalok voltunk                                                                           | N/A                                                 | N/A                      | 1962        |
| 1961 | Kacér táncosnők                                                                            | N/A                                                 | N/A                      | 1989        |
| 1961 | Szereti ön Brahmsot?                                                                       | Roger Demarest                                      | Yves Montand             | 1972        |
| 1961 | Tiszta égbolt (1. magyar szinkron)                                                         | Szerjozska                                          | Oleg Tabakov             | 1961        |
| 1962 | A leghosszabb nap (1. magyar szinkron)                                                     | Edwin P. Parker dandártábornok                      | Leo Genn                 | 1990        |
| 1962 | Barabás (1. magyar szinkron)                                                               | Torvald                                             | Jack Palance             | 1989        |
| 1964 | Banditasirató (1. magyar szinkron)                                                         | N/A                                                 | N/A                      | 1977        |
| 1965 | A tizedik áldozat (1. magyar szinkron)                                                     | ?                                                   | ?                        | 1991        |
| 1965 | Egy lyukas dollár                                                                          | Slim, McCoy bajszos embere                          | Franco Lantieri          | 1991        |
| 1965 | Elza, a vadon szülötte (magyar szinkron)                                                   | Nuru                                                | Peter Lukoye             | 1976        |
| 1966 | Aszja Kljacsina története, aki szeretett, mégsem ment férjhez                              | N/A                                                 | N/A                      | 1990        |
| 1966 | El a kezekkel a feleségemtől!                                                              | Charley, a csapos                                   | Alfred Shelly            | 1986        |
| 1966 | Surcouf – Mennydörgés az Indiai-óceánon                                                    | N/A                                                 | N/A                      | 1974        |
| 1966 | Texas Adios                                                                                | Pedro                                               | Hugo Blanco              | 1990        |
| 1967 | Forró éjszakában (2. magyar szinkron)                                                      | Sam Wood                                            | Warren Oates             | 1990        |
| 1968 | A halál csöndje (1. magyar szinkron)                                                       | Burnett seriff                                      | Frank Wolff              | 1991        |
| 1968 | Az Angyal VI/15-16. – Az Angyal vérbosszúja 1-2. (2. magyar szinkron)                      | Alessandro Destamio / Dino                          | Ian Hendry               | 1978        |
| 1968 | Funny Girl                                                                                 | Eddie Ryan                                          | Lee Allen                | 1979        |
| 1968 | Hurrá, van seriffünk! (1. magyar szinkron)                                                 | N/A                                                 | N/A                      | 1984        |
| 1968 | Magányos vadász a szív                                                                     | Willie                                              | Johnny Popwell           | 1990        |
| 1968 | Shalako (első-két magyar szinkron)                                                         | Moses Zebulon „Shalako” Carlin                      | Sean Connery             | 1979        |
| 1968 | Shalako (első-két magyar szinkron)                                                         | Chato                                               | Woody Strode             | 1993        |
| 1969 | A jégsziget foglyai                                                                        | N/A                                                 | N/A                      | 1971        |
| 1969 | A lovakat lelövik, ugye?                                                                   | James                                               | Bruce Dern               | 1980        |
| 1969 | Bindelmann kolléga                                                                         | Albert Kottenschöttel                               | Hans Häckermann          | 1972        |
| 1969 | Die Lederstrumpferzählungen: Az utolsó mohikán                                             | Unkasz                                              | Alexandru David          | 1971        |
| 1969 | Volt egyszer egy kislány                                                                   | Kernig hadnagy                                      | Noah Keen                | 1975        |
| 1970 | A 22-es csapdája (2. magyar szinkron)                                                      | Towser őrmester                                     | Norman Fell              | 1996        |
| 1970 | A fekete farmer (1. magyar szinkron)                                                       | Benjie                                              | Brock Peters             | 1972        |
| 1970 | A pap, a kurtizán és a magányos hős (1. magyar szinkron)                                   | Ben Fairchild, postakocsis                          | Slim Pickens             | 1993        |
| 1970 | A szél dühe                                                                                | Tanító                                              | Carlos Otero             | 1989        |
| 1970 | A szemtanú (1. magyar szinkron)                                                            | N/A                                                 | N/A                      | 1992        |
| 1970 | Az utolsó völgy (1. magyar szinkron)                                                       | N/A                                                 | N/A                      | 1980        |
| 1970 | Robin Hood, a tüzes íjász (1. magyar szinkron)                                             | Papruhás poroszlók vezetője                         | N/A                      | 1989        |
| 1970 | Szent Lukács visszatérése                                                                  | Mihail Karabanov                                    | Vlagyiszlav Dvorzseckij  | 1976        |
| 1970 | Volt egyszer egy gazember                                                                  | Missouri kölyök                                     | Burgess Meredith         | 1995        |
| 1971 | A bűnügyi nyomozó                                                                          | Cigány                                              | Lesz Szergyuk            | 1972        |
| 1971 | A menyasszony                                                                              | Szása                                               | Hans-Peter Minetti       | 1978        |
| 1971 | A vámpírok éjjele                                                                          | Pierre                                              | José Marco               | 1989        |
| 1971 | A vendég                                                                                   | Piero                                               | Glauco Mauri             | 1982        |
| 1971 | Az ördögi Knievel (hangalámondás)                                                          | N/A                                                 | N/A                      | 1990        |
| 1971 | Az utolsó mozielőadás                                                                      | Abilene                                             | Clu Gulager              | 1978        |
| 1971 | Columbo – Váltságdíj egy halottért (1. magyar szinkron)                                    | N/A                                                 | N/A                      | 1974        |
| 1971 | Minden lében két kanál – 4. rész: Cserelord (2. magyar szinkron)                           | Richard Congoto                                     | Cy Grant                 | 1984        |
| 1971 | Sacco és Vanzetti                                                                          | Első tanú                                           | N/A                      | 1972        |
| 1971 | Tibbs és a szervezet                                                                       | Dave Thomas                                         | Billy Green Bush         | 1974        |
| 1972 | A hős falu                                                                                 | N/A                                                 | N/A                      | 1977        |
| 1972 | A keresztapa (1. magyar szinkron)                                                          | Virgil Sollozzo (módosított változat)               | Al Lettieri              | 1991        |
| 1972 | A negyedik                                                                                 | ?                                                   | ?                        | 1981        |
| 1972 | Az olasz kártyajáték (1. magyar szinkron)                                                  | Lakó a nyomortelepenMilliomosnő lakája              | N/A                      | 1990        |
| 1972 | Chato földje (1. magyar szinkron)                                                          | Brady Logan                                         | Paul Young               | 1979        |
| 1972 | Égő hó                                                                                     | Volodya Drozdovsky hadnagy                          | Nyikolaj Jerjomenko St.  | 1974        |
| 1972 | Meghalt egy ember (1. magyar szinkron)                                                     | ?                                                   | ?                        | 1980        |
| 1972 | Sötét Torino (1. magyar szinkron)                                                          | Puma                                                | Giovanni Pallavicino     | 1991        |
| 1972 | Ulzana portyája (1. magyar szinkron)                                                       | ?                                                   | ?                        | 1995        |
| 1972 | Villámcsapás                                                                               | N/A                                                 | N/A                      | 1975        |
| 1973 | A Dibbedidapp mulató                                                                       | ?                                                   | Rolf Castell             | 1976        |
| 1973 | A hosszú búcsú (1. magyar szinkron)                                                        | Dave, mint Szókratész                               | David Carradine          | 1974        |
| 1973 | A rejtelmes sziget (2. magyar szinkron)                                                    | N/A                                                 | N/A                      | 1978        |
| 1973 | A zöld rendszámtábla                                                                       | ?                                                   | Rolf Castell             | 1976        |
| 1973 | Csalétek                                                                                   | N/A                                                 | N/A                      | 1978        |
| 1973 | Egyedül Münchenben                                                                         | ?                                                   | Rolf Castell             | 1976        |
| 1973 | Lázár szeszélyei                                                                           | N/A                                                 | N/A                      | 1976        |
| 1973 | San Francisco utcáin – II/4. rész: Mielőtt meghalok (1. magyar szinkron)                   | Royce                                               | Ray Danton               | 1980        |
| 1973 | San Francisco utcáin – II/10. rész: A jelvény becsülete (1. magyar szinkron)               | Dan Riggs nyomozó                                   | Bing Russell             | 1991        |
| 1974 | A négy muskétás, avagy a lepel lehull (1. magyar szinkron)                                 | Aramis                                              | Georges Mansart          | 1977        |
| 1974 | A négy muskétás, avagy majd mi megmutatjuk, bíboros úr! (1. magyar szinkron)               | Aramis                                              | Georges Mansart          | 1977        |
| 1974 | Csak a férjem meg ne tudja!                                                                | Bernie                                              | Richard Ward             | 1992        |
| 1974 | Egy hatás alatt álló nő                                                                    | ?                                                   | ?                        | 1995        |
| 1974 | Furcsa hazaérés                                                                            | ?                                                   | ?                        | 1979        |
| 1974 | Hajsza a föld alatt (1. magyar szinkron)                                                   | Rico Patrone hadnagy                                | Jerry Stiller            | 1987        |
| 1974 | Run Run Joe                                                                                | N/A                                                 | N/A                      | 1991        |
| 1974 | Sör és perec                                                                               | Edward Driffield                                    | Mike Pratt               | 1979        |
| 1975 | A Rosenberg-házaspár                                                                       | N/A                                                 | N/A                      | 1976        |
| 1975 | Almagombóc banda                                                                           | Rudy Hooks                                          | Dennis Fimple            | 1992        |
| 1975 | Columbo – V/4. rész: A becsületbeli ügy                                                    | Hector Rangel                                       | Robert Carricart         | 1994        |
| 1975 | Egy hegyivezető halála                                                                     | Maurice Merinchal, újságíró                         | Victor Lanoux            | 1979        |
| 1975 | Zsoldoskatona                                                                              | N/A                                                 | N/A                      | 1977        |
| 1976 | A borzalom 21 órája (1. magyar szinkron)                                                   | Aziz Sedki, egyiptomi miniszterelnök                | Osman Ragheb             | 1994        |
| 1976 | A farmeres zsaru                                                                           | N/A                                                 | N/A                      | 1991        |
| 1976 | A kék madár                                                                                | N/A                                                 | N/A                      | 1978        |
| 1976 | A magányos futó                                                                            | N/A                                                 | N/A                      | 1991        |
| 1976 | A szerelem és a királynő                                                                   | Gilbert                                             | Otto Mellies             | 1978        |
| 1976 | Egy deci bátorítónak                                                                       | Vászja                                              | Igor Jaszulovics         | 1980        |
| 1976 | Egy kínai bukméker meggyilkolása                                                           | Flo                                                 | Timothy Carey            | 1995        |
| 1976 | Suttogó halál                                                                              | Katchemu                                            | Sam Williams             | 1992        |
| 1976 | Száguldás gyilkosságokkal (1. magyar szinkron)                                             | Grover Muldoon                                      | Richard Pryor            | 1978        |
| 1976 | Várkastély a Kárpátokban                                                                   | Teleki gróf                                         | Benoît Allemane          | 1980        |
| 1977 | A vasprefektus                                                                             | Spano őrnagy                                        | Stefano Satta Flores     | 1979        |
| 1977 | Annie Hall                                                                                 | Los Angeles-i rendőr                                | John Dennis Johnston     | 1980        |
| 1977 | Apámuram                                                                                   | N/A                                                 | N/A                      | 1979        |
| 1977 | Bobby Deerfield                                                                            | Carlos Del Montanara                                | Gérard Hernandez         | 1986        |
| 1977 | Egy másik férfi, egy másik nő (1. magyar szinkron)                                         | Francis barátja                                     | Simon Eine               | 1980        |
| 1977 | Gyermekkorom kenyere                                                                       | N/A                                                 | N/A                      | 1980        |
| 1977 | Mimino                                                                                     | Mimino                                              | Vahtang Kikabidze        | 1978        |
| 1977 | Mr. Milliárd (1. magyar szinkron)                                                          | Pops Dinwitty                                       | Sam Laws                 | 1995        |
| 1977 | Smokey és a bandita (1. magyar szinkron)                                                   | A vendéglős társa                                   | N/A                      | 1995        |
| 1977 | Transzszibériai expressz                                                                   | Han úr                                              | Aszanali Asimov          | 1978        |
| 1978 | A cápa 2. (1. magyar szinkron)                                                             | Larry Vaughn polgármester                           | Murray Hamilton          | 1995        |
| 1978 | Félénk vagyok, de hódítani akarok                                                          | Rulettező férfi                                     | N/A                      | 1979        |
| 1978 | Földi űrutazás (1. magyar szinkron)                                                        | John Walker                                         | O. J. Simpson            | 1980        |
| 1978 | Karavánok                                                                                  | N/A                                                 | N/A                      | 1989        |
| 1978 | Konvoj                                                                                     | Fagylaltárus                                        | Robert J. Visciglia, Sr. | 1979        |
| 1979 | A 25 millió fontos váltságdíj                                                              | Heyerdahl                                           | Thane Bettany            | 1987        |
| 1979 | Egyszemélyes hadsereg (1. magyar szinkron)                                                 | N/A                                                 | N/A                      | 1992        |
| 1979 | Én a vízilovakkal vagyok                                                                   | Szemkötős szerencsejátékos a piacon                 | Tony Binarelli           | 1987        |
| 1979 | Hobók életveszélyben                                                                       | Woody Stone                                         | Claude Akins             | 1991        |
| 1979 | Szökés az Alcatrazból                                                                      | Az angol                                            | Paul Benjamin            | 1991        |
| 1979 | Téma                                                                                       | Igor Pascsin író                                    | Jevgenyij Vesznyik       | 1995        |
| 1979 | Vietrovi indiánok                                                                          | Vaclavik                                            | Igor Zapletal            | 1983        |
| 1980 | A köd                                                                                      | Robert Malone atya                                  | Hal Holbrook             | 1991        |
| 1980 | A rendőrség száma 110 – X/3. rész: Egyetlen másodperc                                      | Jürgen Dankert                                      | Dieter Bellmann          | 1985        |
| 1980 | Nagy kis háború                                                                            | Mihail Frunze                                       | Viktor Szaitov           | 1987        |
| 1981 | Indiana Jones 1.: Indiana Jones és az elveszett frigyláda fosztogatói (1. magyar szinkron) | Barranca                                            | Vic Tablian              | 1990        |
| 1981 | Menekülés New Yorkból                                                                      | Taxis                                               | Ernest Borgnine          | 1988        |
| 1981 | Te nem lehetsz gyilkos (2. magyar szinkron)                                                | James Chan                                          | Mako                     | 1992        |
| 1982 | 48 óra (1. magyar szinkron)                                                                | Második vendég a cowboy mulatóban                   | N/A                      | 1991        |
| 1982 | A gyilkos bábu (1. magyar szinkron)                                                        | Romero                                              | Barry Snider             | 1991        |
| 1982 | A kis csillagász                                                                           | Könyvkereskedő                                      | Werner Kanitz            | 1988        |
| 1982 | A szamurájkard                                                                             | Hideo Yoshida                                       | Nakamura Acuo            | 1992        |
| 1982 | Airport 2000                                                                               | Benny Collins                                       | N/A                      | 1989        |
| 1982 | Állj, határ! (1. magyar szinkron)                                                          | Red                                                 | Warren Oates             | 1995        |
| 1982 | Az ítélet (1. magyar szinkron)                                                             | Dr. Thompson                                        | Joe Seneca               | 1993        |
| 1982 | Egy zseni ifjúsága                                                                         | Abdullah                                            | Batir Zakirov            | 1989        |
| 1982 | Eladó a szerelem                                                                           | Pete Mendez                                         | Pepe Serna               | 1992        |
| 1982 | Okkuljatok!                                                                                | Dexter Jones                                        | Scatman Crothers         | 1994        |
| 1982 | Star Trek II. – A Khan bosszúja                                                            | Clark Terrell kapitány                              | Paul Winfield            | 1990        |
| 1982 | Tűzróka (2. magyar szinkron)                                                               | Rogers tábornok                                     | Ward Costello            | 1994        |
| 1983 | A farkassá változott Tom                                                                   | Kis bíró                                            | N/A                      | 1986        |
| 1983 | A nyolc szamuráj legendája (1. magyar szinkron)                                            | Inuyama Dosetsu Tadatomo                            | Sonny Chiba              | 1989        |
| 1983 | Az igazak                                                                                  | Alan Shepard                                        | Scott Glenn              | 1993        |
| 1983 | Az utolsó játszma                                                                          | Kurt Karnak                                         | George Eastman           | 1992        |
| 1983 | Halálhozó 3000 – Az őrült motoros                                                          | N/A                                                 | N/A                      | 1990        |
| 1983 | Kék villám                                                                                 | Polgármester                                        | Jason Bernard            | 1985        |
| 1983 | Krimileckék – 8. rész                                                                      | Doktor                                              | Rolf Boysen              | 1986        |
| 1983 | Szerepcsere (1. magyar szinkron)                                                           | Zálogos                                             | Bo Diddley               | 1992        |
| 1984 | 2010 – A kapcsolat éve                                                                     | Dr. Walter Curnow                                   | John Lithgow             | 1993        |
| 1984 | A borotvás gyilkos                                                                         | N/A                                                 | N/A                      | 1986        |
| 1984 | A smaragd románca (1. magyar szinkron)                                                     | Zolo                                                | Manuel Ojeda             | 1986        |
| 1984 | Csillagember                                                                               | szövegek felolvasása                                | –                        | 1989        |
| 1984 | Elvi kérdés                                                                                | Flagg Purdy                                         | Alan Arkin               | 1991        |
| 1984 | Forró fagylalt (2. magyar szinkron)                                                        | ?                                                   | ?                        | 1992        |
| 1984 | Nincs kettő négy nélkül                                                                    | Greg Wonder-t felkutató ügynök                      | N/A                      | 1986        |
| 1984 | Szerelem és galambok                                                                       | Dyadya Mitya                                        | Szergej Jurszkij         | 1986        |
| 1984 | Terminátor – A halálosztó (1. magyar szinkron)                                             | Mexikói benzinkutas                                 | Tony Mirelez             | 1991        |
| 1984 | Vezeklés                                                                                   | Első nyomozó                                        | N/A                      | 1987        |
| 1984 | Volt egyszer egy Amerika (1. magyar szinkron)                                              | Csirke Joe                                          | Richard Bright           | 1991        |
| 1984 | Zsaroló zsaruk                                                                             | Verekedő                                            | Ticky Holgado            | 1986        |
| 1985 | A zsarunő                                                                                  | Stoker                                              | Jim Brown                | 1990        |
| 1985 | Amerikai nindzsa (1. magyar szinkron)                                                      | Szakállas fegyverkereskedő                          | N/A                      | 1989        |
| 1985 | Az ügynök halála                                                                           | N/A                                                 | N/A                      | 1990        |
| 1985 | Maszk                                                                                      | Történelem tanár                                    | David Scott Milton       | 1990        |
| 1985 | Mattia Pascal két élete                                                                    | Anselmo Paleari                                     | Bernard Blier            | 1990        |
| 1985 | Menekülő szerelmesek (1. magyar szinkron)                                                  | ?                                                   | ?                        | 1988        |
| 1985 | Rázós futam                                                                                | Judd Pierson                                        | Cliff Robertson          | 1987        |
| 1985 | Stikli                                                                                     | Firestone                                           | Alex Rocco               | 1996        |
| 1985 | Tex és a mélység ura                                                                       | Markus                                              | N/A                      | 1987        |
| 1986 | A békaherceg (1. magyar szinkron)                                                          | Von Whobble báró                                    | Shmuel Atzmon            | 1991        |
| 1986 | A bosszú színe                                                                             | N/A                                                 | N/A                      | 1988        |
| 1986 | A hatalom megfizet                                                                         | Joseph „Jock” Yablonski                             | Charles Bronson          | 1993        |
| 1986 | A kanca                                                                                    | Rahmat                                              | Hossein Mahjoub          | 1990        |
| 1986 | A világ leggazdagabb macskája                                                              | Hooten bíró                                         | J. A. Preston            | 1995        |
| 1986 | Antiterrorista csoport                                                                     | Bud Raines                                          | Steve James              | 1988        |
| 1986 | Borzasztó emberek                                                                          | Bender hadnagy                                      | Art Evans                | 1993        |
| 1986 | Foglalkozása: Fejvadász (1. magyar szinkron)                                               | Farnsworth                                          | Dennis Burkley           | 1991        |
| 1986 | Gung Ho                                                                                    | Mr. Sakamoto                                        | Jamamura Só              | 1996        |
| 1986 | Gyilkos erőszak (1. magyar szinkron)                                                       | N/A                                                 | N/A                      | 1989        |
| 1986 | Kung-fu – A film                                                                           | A raktár vezetője                                   | Roy Jenson               | 1993        |
| 1986 | Nincs kegyelem                                                                             | Sandy őrmester                                      | Charles S. Dutton        | 1989        |
| 1986 | Nyomozás Krisztus holtteste után                                                           | Vak férfi                                           | N/A                      | 1991        |
| 1986 | Valami vadság                                                                              | Nelson                                              | Steven Scales            | 1990        |
| 1987 | A gyanúsított (1. magyar szinkron)                                                         | Börtönőr                                            | Jaye Tyrone Stewart      | 1990        |
| 1987 | A keményfejű (1. magyar szinkron)                                                          | Boltos                                              | Ennio Di Meo             | 1989        |
| 1987 | A menyasszony gyönyörű volt                                                                | Giuseppe apja                                       | N/A                      | 1986        |
| 1987 | Arizonai ördögfióka                                                                        | Kifestett elítélt                                   | Ruben Young              | 1990        |
| 1987 | Best Seller – Egy bérgyilkos vallomásai (1. magyar szinkron)                               | Dokkmunkás                                          | Branscombe Richmond      | 1990        |
| 1987 | Beverly Hills-i zsaru 2. (1. magyar szinkron)                                              | Russell „Russ” Fielding                             | Tom Bower                | 1989        |
| 1987 | Egy bébiszitter kalandjai                                                                  | Bleak                                               | John Davis Chandler      | 1993        |
| 1987 | Fényfolyó                                                                                  | N/A                                                 | N/A                      | 1991        |
| 1987 | Halál a „Vidám fiúk”-ra                                                                    | Jacky Reboul                                        | Gérard Hernandez         | 1989        |
| 1987 | Hírszerzés a víz alatt                                                                     | Koutsavaki                                          | Al Mancini               | 1992        |
| 1987 | Hófehérke és a hét törpe (1. magyar szinkron)                                              | Vadász                                              | Amnon Meskin             | 1990        |
| 1987 | Kiálts szabadságot                                                                         | Lesotho-i kormányhivatalnok                         | Louis Mahoney            | 1994        |
| 1987 | Magányos farkas (1. magyar szinkron)                                                       | Harold bácsi                                        | James Hampton            | 1992        |
| 1987 | Mandela                                                                                    | Nelson Mandela                                      | Danny Glover             | 1989        |
| 1987 | Miss Marple történetei 07.: A Bertram Szálló (1. magyar szinkron)                          | N/A                                                 | N/A                      | 1988        |
| 1987 | Nem látni és megszeretni (1. magyar szinkron)                                              | Pap                                                 | Herb Tanney              | 1989        |
| 1987 | Porsche-tolvajok                                                                           | Curtis Loos hadnagy                                 | Arlen Dean Snyder        | 1989        |
| 1987 | Puszta acél (1. magyar szinkron)                                                           | Cord                                                | John Fujioka             | 1993        |
| 1987 | Repülők, vonatok, autómobilok                                                              | Kiabáló sofőr                                       | John Moio                | 1991        |
| 1987 | Skorpió                                                                                    | Virgil                                              | Quincy Adams, Jr.        | 1989        |
| 1987 | Szellemlovagok                                                                             | Thadeous Sutton tiszteletes / Jim Sutton professzor | Bill Shaw                | 1993        |
| 1987 | Testőrbőrben (1. magyar szinkron)                                                          | Joey Venza                                          | Andreas Katsulas         | 1990        |
| 1987 | Törzsvendég (1. magyar szinkron)                                                           | Harry, a mentős                                     | Leonard Termo            | 1992        |
| 1987 | Toto, a bennszülött                                                                        | Mózes, Mwangi apja                                  | Nathan Dambuza Mdledle   | 1990        |
| 1988 | A galamb visszatére őhozzá                                                                 | Milos Lexa                                          | Milan Knazko             | 1991        |
| 1988 | A hallgatag bunyós (1. magyar szinkron)                                                    | Moe Fingers                                         | Jon Polito               | 1993        |
| 1988 | A macska                                                                                   | N/A                                                 | N/A                      | 1991        |
| 1988 | A nagy kiruccanás                                                                          | Reg                                                 | Britt Leach              | 1990        |
| 1988 | A szörny arca                                                                              | Julio                                               | Jacques Denis            | 1990        |
| 1988 | Asszonyok a teljes idegösszeomlás szélén (1. magyar szinkron)                              | N/A                                                 | N/A                      | 1989        |
| 1988 | Az igazság bajnoka                                                                         | Cecil Skell                                         | Tom Bower                | 1992        |
| 1988 | Baseball bikák (1. magyar szinkron)                                                        | Sandy                                               | Henry G. Sanders         | 1990        |
| 1988 | Csendes égzengés                                                                           | Hensley                                             | Karl Johnson             | 1989        |
| 1988 | Éjszakai rohanás                                                                           | Gooch őrmester                                      | Thomas J. Hageboeck      | 1989        |
| 1988 | Fehér szellem                                                                              | Brownie                                             | Karl Johnson             | 1989        |
| 1988 | Gyilkosság Los Angelesben                                                                  | N/A                                                 | N/A                      | 1989        |
| 1988 | Jarrapellejos – Egy bűntény története                                                      | Juan                                                | Joaquín Hinojosa         | 1990        |
| 1988 | Lángoló Mississippi (1. magyar szinkron)                                                   | Monk ügynök                                         | Badja Djola              | 1990        |
| 1988 | Levélhullás                                                                                | N/A                                                 | N/A                      | 1991        |
| 1988 | Lopd el az eget                                                                            | Kamel Djern                                         | Sasson Gabai             | 1990        |
| 1988 | Piszkos tizenkettő – Végzetes küldetés (1. magyar szinkron)                                | Joe Hamilton                                        | Ernie Hudson             | 1991        |
| 1988 | Prérivadászok Mexikóban 1-2.                                                               | Merija tábornok                                     | Rolf Mey-Dahl            | 1990        |
| 1988 | Rémálom délben                                                                             | Charley                                             | Neal Wheeler             | 1991        |
| 1988 | Roger nyúl a pácban                                                                        | Rissz-Rossz Sam (hang)                              | Joe Alaskey              | 1989        |
| 1988 | Véres játék                                                                                | N/A                                                 | N/A                      | 1989        |
| 1988 | Vörös zsaru                                                                                | N/A                                                 | N/A                      | 1989        |
| 1988 | Willow                                                                                     | Vohnkar                                             | Phil Fondacaro           | 1989        |
| 1989 | A bronxi halálosztó                                                                        | N/A                                                 | N/A                      | 1991        |
| 1989 | A fegyvercsempész (1. magyar szinkron)                                                     | Aïello                                              | Steve Michael            | 1991        |
| 1989 | A KAL 007-es járat (2. magyar szinkron)                                                    | Tyson tábornok                                      | Harris Yulin             | 1991        |
| 1989 | A magányos erő                                                                             | Santiago                                            | Richard Lopez            | 1990        |
| 1989 | A mocsárlény visszatér                                                                     | Dr. Rochelle                                        | Ace Mask                 | 1993        |
| 1989 | A rejtélyes baleset                                                                        | Zimmer                                              | Ian Yule                 | 1992        |
| 1989 | A vér szava (1. magyar szinkron)                                                           | John Isabella                                       | Andreas Katsulas         | 1991        |
| 1989 | Batman 1.: Batman                                                                          | Rotelli                                             | Edwin Craig              | 1989        |
| 1989 | Hajnalodik, és már ez is valami                                                            | N/A                                                 | N/A                      | 1991        |
| 1989 | Harmadfokú égés                                                                            | Dan Rourke                                          | Michael Chapman          | 1990        |
| 1989 | Hóbortos hétvége                                                                           | Jack Parker, Richard apja                           | Ted Kotcheff             | 1990        |
| 1989 | Hollywood Story                                                                            | N/A                                                 | N/A                      | 1990        |
| 1989 | James Bond 16.: A magányos ügynök (1. magyar szinkron)                                     | Joe Butcher professzor                              | Wayne Newton             | 1989        |
| 1989 | A kincses sziget (1. magyar szinkron)                                                      | Long John Silver                                    | Charlton Heston          | 1991        |
| 1989 | Kutyám, Jerry Lee (1. magyar szinkron)                                                     | Őrmester                                            | McKeiver Jones III       | 1989        |
| 1989 | Lázadó vihar (1. magyar szinkron)                                                          | Whitefish Aldana                                    | Gordon Mulholland        | 1991        |
| 1989 | Minden rendben                                                                             | Ignatij Mihajlovics                                 | Viktor Szmirnov          | 1996        |
| 1989 | Országúti diszkó (1. magyar szinkron)                                                      | Morgan                                              | Terry Funk               | 1989        |
| 1989 | Örökmosoly                                                                                 | A főnök                                             | Ignacio Quirós           | 1996        |
| 1989 | Rádió Corbeau                                                                              | Paul Maurier, helyi újságíró                        | Claude Brasseur          | 1991        |
| 1989 | Roselyne és az oroszlánok                                                                  | N/A                                                 | N/A                      | 1991        |
| 1989 | Sátáni kristályok                                                                          | N/A                                                 | N/A                      | 1995        |
| 1989 | Szellemirtók 2.                                                                            | Rendőrőrmester                                      | Ralph Monaco             | 1989        |
| 1989 | Tutajosok                                                                                  | N/A                                                 | Ryszard Francman         | 1989        |
| 1989 | Vásott szülők (1. magyar szinkron)                                                         | Frank Buckman fiatalon                              | Richard Kuhlman          | 1991        |
| 1989 | Vissza a jövőbe II. (1. magyar szinkron)                                                   | Apa                                                 | Al White                 | 1990        |
| 1990 | A démon                                                                                    | N/A                                                 | N/A                      | 1991        |
| 1990 | A keresztapa III. (1. magyar szinkron)                                                     | Anthony „A Hangya” Squigliaro, Joey Zasa embere     | Vito Antuofermo          | 1991        |
| 1990 | A terror útja                                                                              | Ezredes                                             | N/A                      | 1995        |
| 1990 | A Villám                                                                                   | Arthur Cooper rendőrfőnök                           | Robert Hooks             | 1994        |
| 1990 | Ahová lépek, szörny terem (1. magyar szinkron)                                             | Miguel                                              | Tony Genaro              | 1990        |
| 1990 | Bivaly nagy John (1. magyar szinkron)                                                      | Charlie Mitchelle                                   | Ned Beatty               | 1992        |
| 1990 | Csőre töltve                                                                               | Kidobólegény                                        | Bill Fagerbakke          | 1990        |
| 1990 | Fekete Kobra 2.                                                                            | Brennan                                             | Mike Monty               | 1991        |
| 1990 | Filofax, avagy a sors könyve                                                               | Mr. Sakamoto                                        | Mako                     | 1993        |
| 1990 | Halálos övezet                                                                             | Sam Bodine                                          | Armando Silvestre        | 1991        |
| 1990 | Hattyúk tava: A zóna                                                                       | N/A                                                 | N/A                      | 1996        |
| 1990 | Kiszolgáltatottak                                                                          | Alfred                                              | Roger Souza              | 1990        |
| 1990 | Lucky Luke (1. magyar szinkron)                                                            | Prérikutya főnök                                    | Fredrick Lopez           | 1991        |
| 1990 | Megint 48 óra (1. magyar szinkron)                                                         | Kirkland Smith                                      | Bernie Casey             | 1990        |
| 1990 | Mint a villám                                                                              | Első riportalany versenyző                          | N/A                      | 1990        |
| 1990 | Palimadár (1. magyar szinkron)                                                             | Koldus                                              | Tim Price                | 1990        |
| 1990 | Szolid motorosok (1. magyar szinkron)                                                      | Stark                                               | Paul Dooley              | 1991        |
| 1990 | Titok Monte Carlóban                                                                       | N/A                                                 | N/A                      | 1994        |
| 1990 | Túlvilági papa                                                                             | Curtis Burch                                        | Raynor Scheine           | 1991        |
| 1990 | Vérbosszú                                                                                  | Abel Mace tiszteletes                               | Thalmus Rasulala         | 1991        |
| 1990 | Zsaroló zsaruk 2.                                                                          | N/A                                                 | N/A                      | 1990        |
| 1991 | A bérgyilkos (1. magyar szinkron)                                                          | Nino                                                | Bruno Gerussi            | 1993        |
| 1991 | Az élet büdös                                                                              | ?                                                   | ?                        | 1995        |
| 1991 | Az erőszak éve (1. magyar szinkron)                                                        | Pierre Bernier                                      | George Murcell           | 1993        |
| 1991 | Bugsy (1. magyar szinkron)                                                                 | Harry Greenberg                                     | Elliott Gould            | 1993        |
| 1991 | Bűnös asszony                                                                              | Thomas                                              | Dick Miller              | 1992        |
| 1991 | Conagher                                                                                   | Tile Coker                                          | Buck Taylor              | 1992        |
| 1991 | Csupasz pisztoly 2 1/2                                                                     | Al, intézményi biztonsági őr                        | Al Fann                  | 1991        |
| 1991 | Dűne harcosok                                                                              | Michael                                             | David Carradine          | 1994        |
| 1991 | Hullámok hercege                                                                           | Henry Wingo                                         | Brad Sullivan            | 1992        |
| 1991 | Jobb ma egy zsaru, mint holnap kettő                                                       | Witherspoon, fegyverkereskedő                       | Conrad Roberts           | 1991        |
| 1991 | Két zsaru lesen                                                                            | N/A                                                 | N/A                      | 1994        |
| 1991 | Oscar                                                                                      | Ász                                                 | Joey Travolta            | 1991        |
| 1992 | A vadon hívó szava                                                                         | N/A                                                 | N/A                      | 1994        |
| 1992 | Állj, vagy lő a mamám!                                                                     | Tony                                                | John Wesley              | 1992        |
| 1992 | Mocskos meló                                                                               | Stan                                                | Jim Byrnes               | 1994        |
| 1992 | Rettegés a központi pályaudvaron                                                           | Mleczko rendőrfőnök                                 | Joseph Campanella        | 1995        |
| 1992 | Tito és én (1. magyar szinkron)                                                            | N/A                                                 | N/A                      | 1996        |
| 1992 | Több mint testőr                                                                           | Bill Devaney                                        | Bill Cobbs               | 1993        |
| 1993 | A báránysültek hallgatnak                                                                  | Őrmester                                            | Larry Storch             | 1994        |
| 1993 | Apácashow 2. – Újra virul a fityula                                                        | Thomas atya                                         | Brad Sullivan            | 1994        |
| 1993 | Árral szemben (1. magyar szinkron)                                                         | Nick Detillo kapitány                               | Dennis Farina            | 1994        |
| 1993 | Az alvilág hálójában                                                                       | Dutch Schultz                                       | Lance Henriksen          | 1994        |
| 1993 | Az év újonca                                                                               | Martinella                                          | Albert Hall              | 1994        |
| 1993 | Az idegen tekintete (2. magyar szinkron)                                                   | Howard Bains polgármester                           | Martin Landau            | 1996        |
| 1993 | Carlito útja                                                                               | Rolando                                             | Al Israel                | 1994        |
| 1993 | Éjféli csapda                                                                              | Hodges százados                                     | John Amos                | 1994        |
| 1993 | Gyilkos nap                                                                                | Yoshida-san                                         | Mako                     | 1994        |
| 1993 | Haláli fegyver                                                                             | Rendőrségi fényképész                               | Bill Nunn                | 1993        |
| 1993 | Halálos leleplezés                                                                         | Johanson hadnagy                                    | Isaac Hayes              | 1995        |
| 1993 | Knight Rider 2010                                                                          | Zeke                                                | Badja Djola              | 1994        |
| 1993 | Robin Hood, a fuszeklik fejedelme                                                          | Asneeze                                             | Isaac Hayes              | 1994        |
| 1993 | Robotzsaru 3.                                                                              | A vezérigazgató                                     | Rip Torn                 | 1994        |
| 1993 | Robotzsaru 3.                                                                              | Otomo                                               | Bruce Locke              | 1994        |
| 1994 | Afrika csúcsai                                                                             | Urudu                                               | Winston Ntshona          | 1995        |
| 1994 | Az emberkereskedő                                                                          | N/A                                                 | N/A                      | 1995        |
| 1994 | Az ügyfél                                                                                  | Harry Roosevelt bíró                                | Ossie Davis              | 1995        |
| 1994 | Csupasz pisztoly 33 1/3 – Az utolsó merénylet                                              | Papshmir                                            | Raye Birk                | 1994        |
| 1994 | Pret-a-porter – Divatdiktátorok                                                            | Harry Belafonte                                     | Harry Belafonte          | 1996        |
| 1994 | Farkas (1. magyar szinkron)                                                                | ?                                                   | ?                        | 1995        |
| 1994 | Forrest Gump (2. magyar szinkron)                                                          | Jenny apja                                          | Kevin Mangan             | 1994        |
| 1994 | Hallgass velem (1. magyar szinkron)                                                        | Wannamaker                                          | Mitchell Ryan            | 1996        |
| 1994 | Jack, a villám                                                                             | Dan Kurtz marsall                                   | Pat Hingle               | 1995        |
| 1994 | Maugli, a dzsungel fia                                                                     | Tabaqui                                             | Anirudh Agarwal          | 1995        |
| 1994 | Menekülés Absolomból                                                                       | Atya                                                | Lance Henriksen          | 1995        |
| 1994 | Rosszlányok                                                                                | Graves nyomozó                                      | Jim Beaver               | 1995        |
| 1994 | Sorsjegyesek (1. magyar szinkron)                                                          | Angel Dupree                                        | Isaac Hayes              | 1995        |
| 1994 | Tűzpróba                                                                                   | Ben Durand                                          | Louis Gossett, Jr.       | 1995        |
| 1994 | Veszélyes hely (1. magyar szinkron)                                                        | Sensei                                              | Mako                     | 1994        |
| 1995 | A bizalom ára                                                                              | Alberto Torena                                      | Simón Andreu             | 1995        |
| 1995 | A Dumbo-hadművelet                                                                         | Sam Cahill százados                                 | Danny Glover             | 1996        |
| 1995 | A kis hercegnő                                                                             | Ram Dass                                            | Errol Sitahal            | 1996        |
| 1995 | A menekülés 2.                                                                             | Swain                                               | Tony Burton              | 1995        |
| 1995 | Bűnös szándékkal                                                                           | N/A                                                 | N/A                      | 1996        |
| 1995 | Mintamókus                                                                                 | Marty                                               | Art Evans                | 1995        |
| 1995 | Nepperek                                                                                   | Errol Barnes                                        | Thomas Jefferson Byrd    | 1996        |
| 1995 | Szemtől szemben                                                                            | Trejo                                               | Danny Trejo              | 1996        |
| 1996 | Gyilkos zsaru                                                                              | Tony                                                | David Groh               | 1996        |
| 1996 | Hellraiser 4. – A vérvonal                                                                 | Duc de L’Isle                                       | Mickey Cottrell          | 1996        |
| 1996 | Talált pénz                                                                                | Sir Stewart                                         | Jacob Witkin             | 1996        |

### Rendőrakadémia-sorozat
| Év   | Cím                                             | Szereplő               | Színész     | Szinkron év |
| ---- | ----------------------------------------------- | ---------------------- | ----------- | ----------- |
| 1985 | Rendőrakadémia 2. – Az első bevetés             | Moses Hightower rendőr | Bubba Smith | 1989        |
| 1986 | Rendőrakadémia 3. – Újra kiképzésen             | Moses Hightower rendőr | Bubba Smith | 1989        |
| 1987 | Rendőrakadémia 4. – Zseniális amatőrök az utcán | Moses Hightower rendőr | Bubba Smith | 1990        |
| 1988 | Rendőrakadémia 5. – Irány Miami Beach!          | Moses Hightower rendőr | Bubba Smith | 1990        |

### Sorozatok
| Év        | Cím                                                 | Szereplő                           | Színész            | Szinkron év |
| --------- | --------------------------------------------------- | ---------------------------------- | ------------------ | ----------- |
| 1967      | Lagardère lovag kalandjai 1-6. (1. magyar szinkron) | Staupitz                           | Jacques Balutin    | 1977        |
| 1971      | Apák és fiúk                                        | Yevgeny Bazarov                    | James Laurenson    | 1975        |
| 1971      | Columbo I. (2. magyar szinkron)                     | Bíró                               | N/A                | 1993        |
| 1973      | Kojak I.                                            | Watson                             | Ed Bernard         | 1993        |
| 1973      | Vivát, Benyovszky!                                  | Kazimierz Pulaski                  | František Velecký  | 1975        |
| 1973-1976 | Slágerhírlap                                        | Manfred Sexauer                    | Manfred Sexauer    | 1981        |
| 1974      | Petrocelli I.                                       | Dr. Herb Shoate                    | James McEachin     | 1993        |
| 1974      | Petrocelli I.                                       | Kurt Olson                         | Louis Gossett, Jr. | 1993        |
| 1974      | Petrocelli I.                                       | N/A                                | N/A                | 1993        |
| 1974      | Salty, a fóka                                       | Clancy                             | Julius W. Harris   | 1995        |
| 1975      | Columbo V. (1. magyar szinkron)                     | Lawrence Melville                  | Otis Young         | 1978        |
| 1975      | Petrocelli II. (1. magyar szinkron)                 | Dr. Dave Hill                      | Robert Hooks       | 1983        |
| 1975-1976 | Kojak III-IV.                                       | Swinton                            | Dick Dinman        | 1994        |
| 1975-1976 | Kojak III-IV.                                       | Dr. Logan                          | Leonard Jackson    | 1994        |
| 1978      | A bábu 1-9.                                         | N/A                                | N/A                | 1980        |
| 1982-1985 | Knight Rider                                        | Bruckner seriff                    | James T. Callahan  | 1992-1993   |
| 1982-1985 | Knight Rider                                        | Shep                               | Earl Billings      | 1992-1993   |
| 1982-1985 | Knight Rider                                        | Emile Pavlon                       | Zitto Kazann       | 1992-1993   |
| 1982-1985 | Knight Rider                                        | C.J. Jackson                       | Jim Brown          | 1992-1993   |
| 1982-1985 | Knight Rider                                        | Bo Keeler                          | Ken Norton         | 1992-1993   |
| 1982-1985 | Knight Rider                                        | N/A                                | N/A                | 1992-1993   |
| 1984      | A korona ékköve                                     | Ahmed Kasim                        | Derrick Branche    | 1989        |
| 1985      | A simlis és a szende I.                             | Csapos                             | Tony Burton        | 1992        |
| 1986      | A kisasszony                                        | Justino (+ Vass Gábor, Uri István) | Antonio Pompeo     | 1994        |
| 1987      | Kincses sziget az űrben                             | Arrow                              | Renato De Carmine  | 1991        |
| 1987-1990 | Polip III-V.                                        | Tonno                              | Elio Polimeno      | 1990-1992   |
| 1987-1990 | Polip III-V.                                        | Falisci főügyész                   | Pietro Biondi      | 1990-1992   |
| 1988      | Pumukli kalandjai II.                               | Windlechner úr                     | Horst Sachtleben   | 1991        |
| 1989      | Az akciócsoport II.                                 | Barney Collier                     | Greg Morris        | 1992        |
| 1989      | Columbo IX.                                         | Dr. Steadman                       | Roscoe Lee Browne  | 1995        |
| 1992      | Lucky Luke                                          | William Dalton                     | Dominic Barto      | 1994        |

### Rajzfilmek
| Év   | Cím                                                       | Szereplő            | Szinkronhang   | Szinkron év |
| ---- | --------------------------------------------------------- | ------------------- | -------------- | ----------- |
| 1954 | Állatfarm                                                 | Hógolyó             | Maurice Denham | 1992        |
| 1964 | Frédi és Béni – V/11. rész: Dínó és Júlia (ZOOM-szinkron) | Epekövi úr          | Henry Corden   | 1994        |
| 1968 | Szeleburdi háborúba megy (1. magyar szinkron)             | N/A                 | N/A            | 1992        |
| 1983 | Lucky Luke – Szökésben a Daltonok (1. magyar szinkron)    | Averell Dalton      | Pierre Tornade | 1992        |
| 1985 | Szivárványocska és a Csillagtörpe                         | Varázsló            | N/A            | 1990        |
| 1985 | Transzformerek háborúja                                   | Dr. Sherlock        | N/A            | 1991        |
| 1988 | Potyautasok a bárkán                                      | Barna medve         | Heinz Rabe     | 1990        |
| 1990 | A Jetson család (1. magyar szinkron)                      | Igazgatósági tag #1 | Michael Bell   | 1992        |

### Rajzfilmsorozatok
| Év        | Cím                                                | Szereplő                               | Szinkronhang | Szinkron év |
| --------- | -------------------------------------------------- | -------------------------------------- | ------------ | ----------- |
| 1979      | Don Quijote de la Mancha (1. magyar szinkron)      | N/A                                    | N/A          | 1984        |
| 1981      | Egyszer volt… a világűr                            | Robert                                 | N/A          | 1994        |
| 1981      | Könyvek könyve I.                                  | N/A                                    | N/A          | 1992        |
| 1982      | A kiskutya kalandjai I.                            | BernartKarate óriás                    | N/A          | 1990        |
| 1982      | Janó és Bibice (1. magyar szinkron)                | Waltriquet                             | N/A          | 1994        |
| 1983      | Hupikék törpikék III.                              | Áválóni-tó őre                         | Arte Johnson | 1991        |
| 1983      | Hupikék törpikék III.                              | Vakondok szóvívője                     | N/A          | 1991        |
| 1984      | Alvin és a mókusok II.                             | Árvaház igazgatója                     | N/A          | 1989        |
| 1984      | Tömlöcök és sárkányok II.                          | N/A                                    | N/A          | 1992        |
| 1984-1987 | Hupikék törpikék IV-VII.                           | Ragya (+ Elekes Pál)                   | Hal Smith    | 1992-1994   |
| 1984-1987 | Hupikék törpikék IV-VII.                           | Rogyi (+ Petrik József, Kristóf Tibor) | Will Ryan    | 1992-1994   |
| 1984-1987 | Hupikék törpikék IV-VII.                           | Kloog                                  | N/A          | 1992-1994   |
| 1985      | Az elsüllyedt világok I.                           | Mesteredző                             | N/A          | 1988        |
| 1986      | Hupikék törpikék VI.                               | Vihar királyMorlock                    | N/A          | 1989-1993   |
| 1988      | A rongybabák kalandjai                             | Csutor hadnagya                        | N/A          | 1991        |
| 1990      | Balu kapitány kalandjai 1-47. (1. magyar szinkron) | N/A                                    | N/A          | 1992        |
| 1991      | A sötét víz kalózai I.                             | N/A                                    | N/A          | 1994        |
| 1993      | Kutyavilág II.                                     | Ketyegi kaparászOrroncs Sam            | N/A          | 1993        |